# Jahja Muhammad Salah Muhammad Hafiz
Jahja Muhammad Salah Muhammad Hafiz (arab. يحيى محمد صلاح محمد حافظ; ur. 27 października 2002) – egipski zapaśnik walczący w stylu wolnym. Brązowy medalista mistrzostw Afryki w 2022. Wicemistrz igrzysk śródziemnomorskich w 2022. Wygrał mistrzostwa arabskie w 2021. Mistrz Afryki juniorów w 2020 roku.